# Frances Arnold
Frances Hamilton Arnold (Pittsburgh, 25 de julio de 1956) es una científica e ingeniera química estadounidense. Fue laureada con el Premio Nobel de Química en 2018 junto a George P. Smith y Gregory Winter. Es pionera en la investigación de métodos de evolución dirigida para crear sistemas biológicos útiles, incluyendo enzimas, rutas metabólicas, circuitos de regulación genética y los organismos con evolución dirigida.

## Educación y carrera
Es catedrática "Linus Pauling" de [ingeniería química], [bioingeniería] y bioquímica en el Instituto de Tecnología de California, donde estudia la evolución y sus aplicaciones en ciencia, medicina, química y energía. Se licenció en ingeniería mecánica y aeroespacial por la Universidad de Princeton en 1979 año. Además de los cursos necesarios para finalizar sus estudios estudió economía, alemán, italiano y durante un año, se dedicó a viajar y a trabajar en una fábrica de reactores nucleares. Al finalizar ese año comenzó a estudiar con el Centro de Estudios Energéticos y Ambientales de Princeton, en el que se desarrollaban fuentes de energías sostenibles.  
Después de graduarse de Princeton en 1979, Arnold trabajó como ingeniera en Corea del Sur y Brasil y en el Instituto de Investigación de Energía Solar de Colorado. En el Instituto de Investigación de Energía Solar (ahora Laboratorio Nacional de Energía Renovable), trabajó en el diseño de instalaciones de energía solar para ubicaciones remotas y ayudó a redactar documentos de posición de las Naciones Unidas (ONU).
Después se doctoró en ingeniería química por la Universidad de California en Berkeley. Allí desarrolló su trabajo postdoctoral en química biofísica antes de unirse al Caltech en 1986.
Arnold formó parte de la Junta de Ciencias del Instituto Santa Fe de 1995 a 2000. Fue miembro del Consejo Asesor del Joint BioEnergy Institute. Arnold preside el Panel Asesor de las Becas Packard en Ciencia e Ingeniería. También perteneció al Consejo Asesor del Presidente de la Universidad de Ciencia y Tecnología King Abdullah (KAUST). Fue jueza del Premio Queen Elizabeth de Ingeniería y trabajó con el Intercambio de Ciencia y Entretenimiento de la Academia Nacional de Ciencias para ayudar a los guionistas de Hollywood a retratar con precisión temas científicos.
Es considerada la cocreadora de más de 40 patentes estadounidenses.Fue cofundadora de Gevo, Inc., una empresa para fabricar combustibles y productos químicos a partir de recursos renovables en 2005. En 2013, ella y dos de sus antiguos alumnos, Peter Meinhold y Pedro Coelho, cofundaron una empresa llamada Provivi para investigar alternativas a los plaguicidas para la protección de cultivos. Ha estado en la junta corporativa de la compañía de genómica Illumina Inc. desde 2016.
En 2019, fue nombrada miembro del directorio de Alphabet Inc., lo que convirtió a Arnold en la tercera directora de la empresa matriz de Google.

## Investigación
Arnold es pionera en el uso de la evolución dirigida para diseñar enzimas que realizan funciones nuevas o que funcionan de manera más efectiva que las enzimas naturales. Usando los principios de la evolución por selección natural, se puede orientar a las proteínas y enzimas a llevar a cabo tareas biológicas. Para adaptarlas, usa un proceso que introduce mutaciones en las secuencias de las proteínas y prueba los efectos que causa. Si en un caso una mutación deriva en mejora, el proceso se vuelve a aplicar hasta mejorar el resultado. Este proceso puede ser aplicado para diseñar proteínas que puedan cumplir con una variedad de tareas, como usar enzimas para producir biocombustibles y compuestos farmacéuticos que causen menos daño al medio ambiente.
Fue la primera científica en aplicar la evolución dirigida a la optimización de las enzimas, en su trabajo seminal de 1993, usó el método para diseñar una versión de Subtilisina, presente en el disolvente DMF. Llevó a cabo el trabajo utilizando cuatro rondas secuenciales de mutagénesis del gen de la enzima. Después de cada ronda, examinó las enzimas por su capacidad para hidrolizar la proteína de la leche caseína en presencia de DMF haciendo crecer las bacterias. Las bacterias con mejor respuesta (halos visibles más grandes), fueron aisladas, su ADN fue usado para someterlas a nuevas rondas. Con este método, se crearon enzimas con 256 veces más actividad que la original.
Otras aplicaciones del trabajo de Arnold fueron la producción de biocombustibles, en especial el isobutanol, que puede producirse con bacterias E. coli, pero requiere el cofactor NADPH. Las E. coli producen la nicotinamida adenina dinucleótido, o NADH, por ello, Arnold diseñó enzimas que usan NADH para permitir la producción del isobutanol.
Otra de las investigaciones consiste en la recombinación de proteínas, usada para formar nuevas proteínas con funciones únicas. Para ello desarrolló el método computacional SCHEMA, usado para crear simulaciones y predecir como combinar proteínas y después aplicar la evolución dirigida, para mutarlas para lograr optimizar sus funciones.

### Retirada de trabajo
En 2020 informó que su trabajo científico más reciente fue retirado de la revista Science por falta de reproducibilidad

## Publicaciones
Desde 1988 hasta la actualidad ha realizado varias publicaciones realacionadas con su ámbito de estudio:
- H.Arnold, Frances; Wu, Zachary; K. Yang, Kevin; J. Liszka, Michael; Lee, Alycia; Batzilla, Alina; Wernick, David; P. Weiner, David (2020). Nature’s Machinery, Repurposed: Signal Peptides Generated by Attention-Based Neural Networks.
- H.Arnold, Frances; P. Dunham, Noah (2020). Tryptophan Synthase: Biocatalyst Extraordinaire.
- H.Arnold, Frances; W.Goldberg, Nathaniel; M. Knight, Anders; K. Zhang, Ruijie (2019). Nitrene Transfer Catalyzed by a Non-Heme Iron Enzyme and Enhanced by Non-Native Small-Molecule Ligands. pp. 43-44.

- Hamilton Arnold, Frances; Dick, Markus; S.Sarai, Nicolas; W.Martynowycz, Michael; Gonen, Tamir (2019). Tailoring Tryptophan Synthase TrpB for Selective Quaternary Carbon Bond Formation. pp. 521-522.
- H. Arnold, Frances; N.BedBrook, Claire; K.Yang, Kevin; Elliott Robinson, J.; D.Mackey, Elisha; Gradinaru, Viviana (2019). Machine learning-guided channelrhodopsin engineering enables minimally invasive optogenetics.
- H. Arnold, Frances (1990). Engineering Enzymes for Non-Aqueous Solvents 8 (9). pp. 244-249.
- H. Arnold, Frances (1988). Protein Design for Non-Aqueous Solvents 2 (1). pp. 21-25.
- H. Arnold, Frances (25 de noviembre de 2016). «Directed evolution of cytochrome c for carbon–silicon bond formation: Bringing silicon to life». Science (en inglés) (25): 1048-1051.

## Premios
- Miembro internacional de la Royal Academy of Engineering (2018)[14]
- Premio 2017 de la Society of Women Engineers[15]
- Doctora Honoris Causa en ciencias por el Dartmouth College (2017)[16]
- Premio de Tecnología del Milenio (2016)[17]
- Doctora Honoris Causa en ciencias por la Escuela Politécnica Federal de Zúrich (2015)[18]
- Incluida en el National Inventors Hall of Fame (2014)[19]
- Emanuel Merck Lecture de la Universidad Técnica de Darmstadt, Alemania (2013)
- Medalla Nacional de Tecnología e Innovación[20] (2013)
- Premio ENI (2013)
- Premio Charles Stark Draper (2011)[21]
- Premio de ingeniería enzimática de las Conferencias Internacionales de Ingeniería y Genencor (2007)[22]
- Premio Nobel de Química (2018).